# Памятник Высоцкому (Мелитополь)
Памятник Владимиру Высоцкому в Мелитополе — скульптура Владимира Высоцкого, установленная в Мелитополе на проспекте Богдана Хмельницкого.

## История
Владимир Высоцкий был в Мелитополе лишь однажды, 28 апреля 1978, и дал концерт в ДК Шевченко, всего в 200 метрах от места, где стоит памятник. Концерт был организован спонтанно, без предварительного согласования с Высоцким. Тем не менее, в зал на 1000 мест было продано 2000 билетов.
Памятник Высоцкому был открыт 24 сентября 2000 года. Автором памятника был заслуженный скульптор Украины, днепропетровец Константин Чеканев, который из-за тяжёлой болезни не дожил до открытия памятника. Спонсором выступил бизнесмен Хасим Шевкетович Меметов, владелец торгового центра «Пассаж», перед которым памятник и установлен. Хотя городские власти и дали разрешение на строительство памятника, однако из-за сложностей с оформлением документов памятник долго не удавалось внести в государственный реестр.

## Традиции
Памятник является знаковой фигурой для мелитопольских поклонников авторской песни. Дважды в год, на день рождения (25 января) и день смерти Владимира Высоцкого (25 июля), у памятника встречаются поклонники его творчества и возлагают к памятнику цветы. Часто в этих церемониях принимает участие городской голова Мелитополя. Иногда прямо у памятника выступают мелитопольские барды. Последние годы организацией этих мероприятий занимается клуб мелитопольских певцов и музыкантов «Творческая мастерская».